# Чолак Євген Георгійович
Чолак Євген Георгійович — український кінорежисер. Член Національної спілки кінематографістів України.
Народився 12 травня 1926 р. в с. Мотовилівка[джерело?] Київської обл. в родині робітника. Учасник Німецько-радянської війни. Нагороджений бойовими орденами і медалями. Закінчив Київський державний інститут театрального мистецтва ім. І. Карпенка-Карого (1955). Працював на телебаченні (у літдрамредакції, молодіжній редакції, головним режисером редакції кольорових програм, головним режисером Дирекції програм Українського телебачення тощо). З 1972 р. — режисер студії «Київнаукфільм». Режисер Національної телекомпанії України 90-ті роки. Науково-пізнавальна програма "Свічадо" (журналіст Юрій Луцький).

## Фільмографія
Створив близько 80 стрічок. Серед них картини:
- «Увага! Висока напруга!» (Срібна медаль, Диплом 2-го ступеня, МКФ, Гавана, 1976),
- «Книги для мільйонів»,
- «Вода, енергія, електрика»,
- «Прихована небезпека»,
- «Кріохірургія ракових пухлин»,
- «Небезпечні наслідки»,
- «Плазма за роботою»
- «Машини для заготівлі кормів» (обидві нагороджені Почесними дипломами на XVII МК технічних фільмів, Пардубіце, Чехословаччина, 1976),
- «Телевізор „Рекорд“» (Срібна медаль, Диплом Всесоюзного кінофестивалю рекламних фільмів, 1984) та ін.